# 东革阿里
東革阿里（學名：Eurycoma Longifolia）是生长于马来西亚、印度尼西亚、以及泰国、越南、老挝和印度等地的雌雄异株长绿树，有「馬來人蔘」的美名。东革阿里是生长在东南亚靠近赤道的原始热带雨林中潮湿砂质土壤里，成熟期一般为5年以上。树高4-6米，最高可达12 米，树干直径8-10厘米，最粗可达15厘米。树枝几乎没有分叉，树叶长在顶部呈伞状。其根亦不分叉，入地最深可达2米。
正品東革阿里的树皮是浅褐色，根更皮黄色，肉是白色的，称为 Tongkat Ali Putih或者 Tongkat Ali Kuning。根据原住民的说法，東革阿里幼树直径为1英寸或3厘米以下，医药力量更好。

此外也有生理上相似，不同品种，较深色，多幼根的称为Tongkat Ali Hitam，学名Polyalthia Bullata。印度尼西亚也有红色品种，称为Pasak Bumi Merah，这两种品种有甘甜味，苦味少，医疗实力不能够确定。

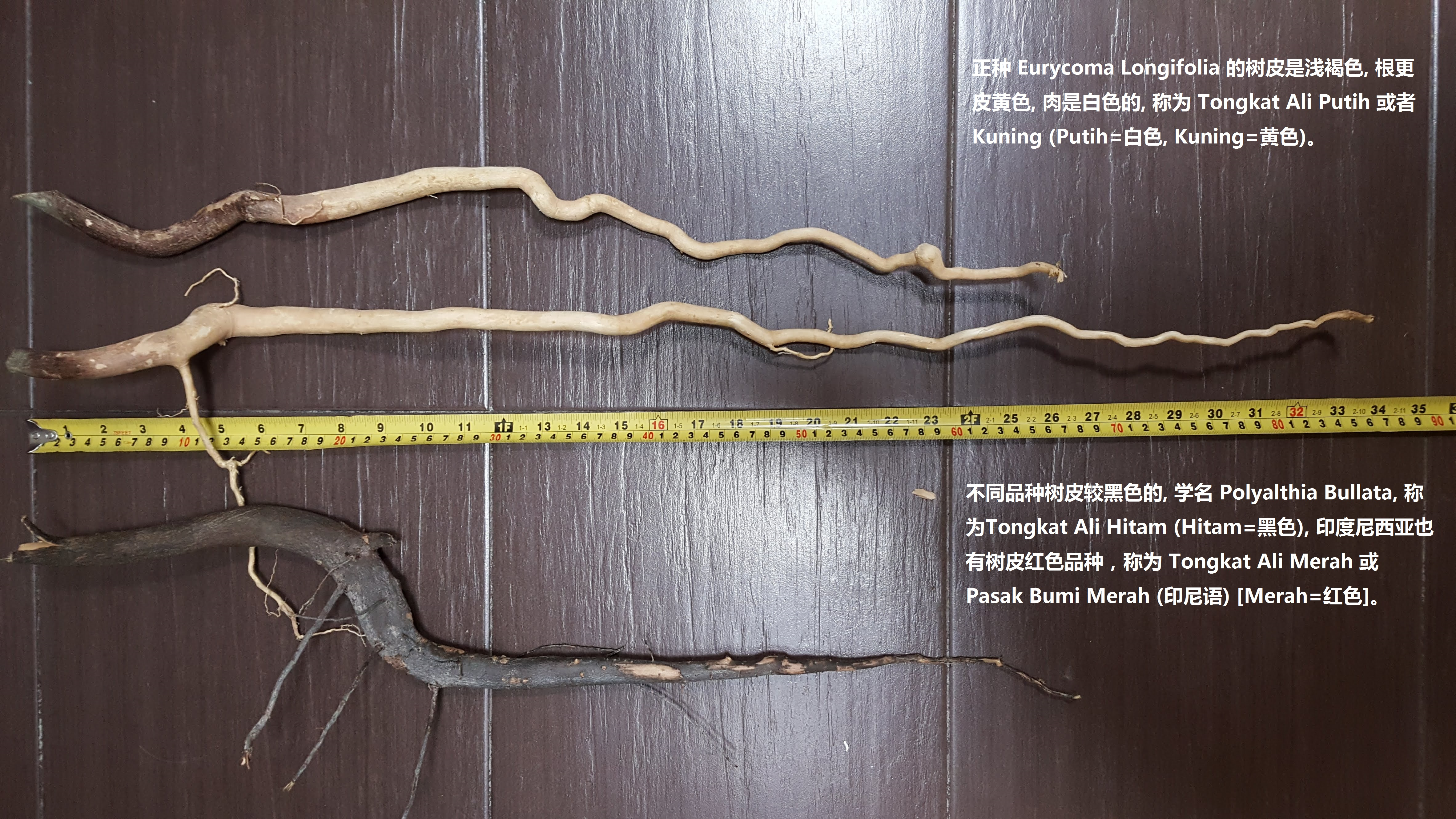
正品東革阿里的树皮是浅褐色，根更皮黄色，肉是白色的。
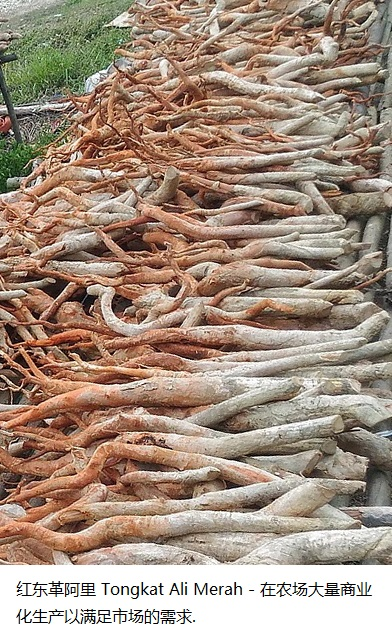
红色东革阿里，大量商业种植，以满足市场需求。
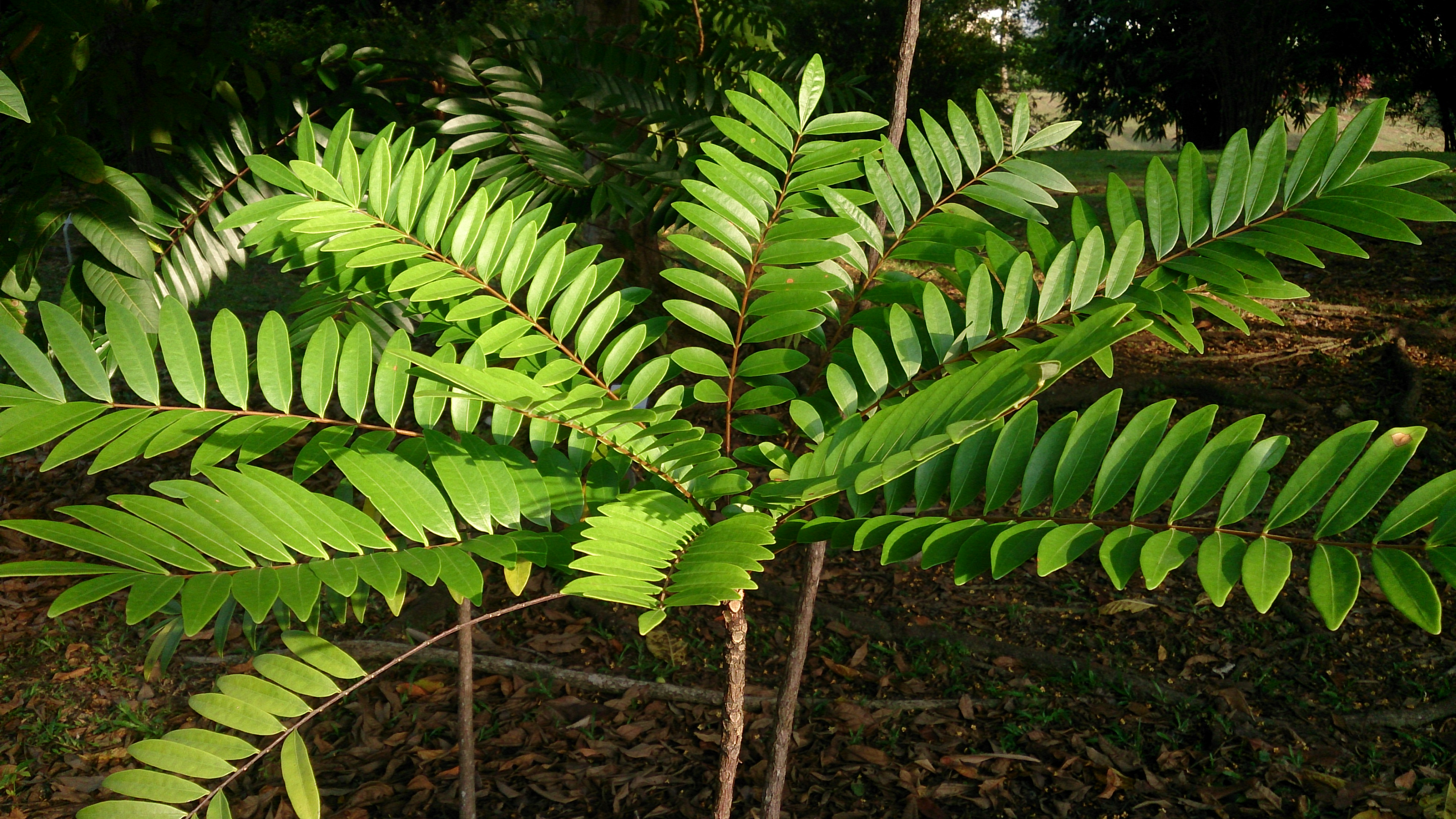
东革阿里树身和叶子。

## 醫藥用途
传统用于糖尿病、高血压、痛风、前列腺肿胀及性功能障礙方面。东革阿里根部（特别是芯）包含许多植物化学药物，它能增加睾酮的产量，睾酮是男性性功能所需的荷尔蒙，也是生殖器官和脑部发育所需的激素。激素是随着血液流经全身对细胞产生作用的生物活性物质,受以丘脑为中心的化学调节。对于人格较有影响的甲状腺激素、皮质素和性激素同样也与感觉寻求间存在着密切的联系。但是除此之外，对于其他的疾病没有显著效果。
许多据称的健康益处归因于東革阿里，然而没有临床数据支持其对任何健康益处的有效性。该植物用于马来西亚, 印度尼西亚和越南的传统医学。在马来西亚和印度尼西亚, 植物的根在水中煮沸，水被用作产后恢复的健康补品，作为壮激激药，以及减轻发烧，肠蠕虫，痢疾，腹泻，消化不良和黄疸。在越南，花和果实用于治疗痢疾，根用于疟疾和发烧。在马来西亚，这种植物的糊状物可以局部涂抹，以缓解头痛和胃痛。传统观念认为東革阿里是一种壮阳药。该植物的其他健康益处包括抗疟疾，抗糖尿病，抗菌和解热活性。在印度尼西亚和马来西亚，東革阿里已被广泛商业化。它的根非常苦，已被用作补充剂以及食品和饮料添加剂的基础。在美国，提取物具有自我肯定的作为一种成分，通常被认为是安全（GRAS）状态。作为补充剂，它已被推广用于改善性健康的所谓益处，作为能量和耐力助推器，用于改善血液循环，和减少脂肪。在饮料市场中，它是作为能量饮料销售的咖啡和饮料的常见成分。
莫哈末依斯迈医生（马来西亚人口及家庭发展局总监）形容，伟哥只能解决男性面临的性问题，但无法像素有马来西亚人参之称的东革阿里那样，除了治疗阳痿，还具有各种保健的疗效，对男女的身体健康皆有相当大的贡献。

## 保护和可持续性
东革阿里主要用于其根，这需要在收获时拔除整株植物。这引起了对其使用的长期可持续性的担忧。
在马来西亚，原始野生的东革阿里被禁止出口，种植的需要出口许可证, 并且该植物本身被列为保护的优先药用物种之一，并且根据关于濒危物种国际贸易的第686号法案限制原始野生树木的采伐。2016年，马来西亚农业部表示，如果不能迅速进行种植和重新种植，该物种可能会在20年内灭绝。尽管如此，马来西亚政府仍鼓励基于该高价值草药产品商业化，特别是在其2010年经济转型计划中，东革阿里被列为大规模开发种植的五大草药之一，直到2020年。为了支持这种商业化种植，马来西亚政府通过向农民提供赠款，实现 MARDI 的农学研究以及东海岸经济区下的集群农场的形成，努力鼓励工厂的长期商业化种植。

## 外部連結
- http://www.promotemalaysia.com.tw/info_4_sub1.aspx?Food_data_id=41（页面存档备份，存于）